# 1138 Attica
1138 Attica è un asteroide della fascia principale. Scoperto nel 1929, presenta un'orbita caratterizzata da un semiasse maggiore pari a 3,1476164 UA e da un'eccentricità di 0,0685087, inclinata di 13,98621° rispetto all'eclittica.
L'asteroide è intitolato all'omonima regione della Grecia.